# Световна купа по художествена гимнастика 2017
Световната купа по художествена гимнастика 2017 е поредица от конкурси официално организирани и насърчавани от Международната федерация по гимнастика. 
Основната разлика, въведена през 2017 г., е, че поредицата от Световната купа сега е разделена на: 1) серията на Световната купа; и 2) и серията Световно първенство по художествена гимнастика. Преди това събитията от сериите за световна купа „Ритмична гимнастика“ бяха разделени на категории A и B; Събитията от категория А бяха запазени за поканени спортисти, докато събитията от категория Б бяха отворени за всички състезатели. Също така нямаше ограничение за броя срещи от категория А и категория Б всяка година. Сега има максимум четири състезания за Световната купа.  Всички събития на Световната купа са отворени за всички състезатели. Победителите в трофея на Световната купа бяха обявени след приключването на последното събитие в сериите на Световната купа в София.
С междинни кацания в Европа и Азия, състезанията за Световната купа бяха насрочени да се проведат на 7 – 9 април в Пезаро, 21 – 23 април в Ташкент, на 28 – 30 април в Баку и на 5 – 7 май в София. Световните състезания са насрочени за 12 – 14 май в Портиман, на 2 – 4 юни в Гуадалахара, на 7 – 9 юли в Берлин, на 5 – 6 август в Минск и на 11 август в Казан.

## Формати
| Световна купа |                           |                |              |
| Дата          | Събитие                   | Местоположение | Тип          |
| Април 7 – 9   | Световна купа на FIG 2017 | Пезаро         | Лица и групи |
| Април 21 – 23 | Световна купа на FIG 2017 | Ташкент        | Лица и групи |
| Април 28 – 30 | Световна купа на FIG 2017 | Баку           | Лица и групи |
| Май 5 – 7     | Световна купа на FIG 2017 | София          | Лица и групи |

| Световна купа  |                                                     |             |              |
| Май 12 – 14    | Световна шампионска купа на FIG 2017                | Портиман    | Лица и групи |
| Юни 2 – 4      | Световна шампионска купа на FIG 2017                | Гуадалахара | Лица и групи |
| Юни 7 – 9      | ФИБ Берлин Мастърс Световна купа за състезания 2017 | Берлин      | Лица и групи |
| Август 5 – 6   | Световна шампионска купа FIG 2017                   | Минск       | Лица и групи |
| Август 11 – 13 | Световна шампионска купа на FIG 2017                | Казан       | Лица и групи |

## Общо победители
Цялата победителка на трофея на Световната купа е обявена след завършване на финалната фаза в София на 7 май 2017 г. Невяна Владинова бе индивидуалната обща победителка със 115 точки, която бе печелила със 115 точки и носителят на панделка със 135 точки. Арина Аверина печели 100 точки, а Алина Харнаско бе победителка със 135 точки.